# Ołeh Starynski
Ołeh Mychajłowycz Starynski, ukr. Олег Михайлович Старинський (ur. 28 listopada 1985 w Białej Cerkwi) – ukraiński trener piłkarski.

## Kariera trenerska
Wychowanek piłki nożnej w Białej Cerkwi, jako napastnik grał w miejscowym klubie juniorskim "Kameniar". Po uzyskaniu wyższego wykształcenia na Ukrainie i dyplomu trenerskiego UEFA w Centrum Licencjonowania FFU, młody trener rozpoczął pracę z dziećmi w Szkole Sportowej Arsenału Biała Cerkiew. Od 2012 roku przebywał w Malezji, gdzie pracował jako trener w miejscowej akademii dziecięcej "Gol". Latem 2015 został zaproszony do sztabu szkoleniowego reprezentacji Malezji U-16, gdzie pomagał miejscowym trenerom. W następnym roku przeniósł się do juniorskiej reprezentacji Kambodży U-19. 1 października 2016 został mianowany na stanowisko głównego trenera Phnom Penh Crown FC. Na początku 2018 został dyrektorem technicznym w malezyjskim Destiny FDC. W następnym roku wrócił do Ukrainy, gdzie potem pracował jako wideo-analityk w klubie Szachtar Donieck. W listopadzie 2020 ponownie stał na czele Phnom Penh Crown FC, z którym zdobył mistrzostwo Kambodży w 2021.

## Sukcesy i odznaczenia

### Sukcesy trenerskie
Phnom Penh Crown FC
- mistrz Kambodży: 2021